# Пифодор
Пифодор (др.-греч. Πυθόδωρος, V века до н. э.) — афинский полководец в первой половине Пелопоннесской войны, сын Исолоха.
В 425 году до н. э. был отправлен на смену Лахеса на Сицилию, для помощи афинским союзникам, но при нападении на область Локр был разбит.
В 424 году до н. э., после собрания в городе Геле, сицилийцы решили прекратить войну, и Пифодор с товарищами вернулся в Афины, за что был осужден на изгнание.